# کریس لی (بازیکن هاکی روی یخ)
کریس لی (انگلیسی: Chris Lee؛ زادهٔ ۳ اکتبر ۱۹۸۰) بازیکن هاکی روی یخ اهل کانادا است.